# Kaja Norbye
Kaja Norbye (ur. 19 maja 1999 w Oslo) – norweska narciarka alpejska, czterokrotna medalistka mistrzostw świata juniorów.

## Kariera
Po raz pierwszy na arenie międzynarodowej pojawiła się 14 listopada 2015 roku w Kåbdalis, gdzie w zawodach FIS zajęła 32. miejsce w slalomie. Na mistrzostwach świata juniorów w Davis zdobyła srebrny medal w zawodach drużynowych. Na rozgrywanych rok później w mistrzostwach świata juniorów w Val di Fassa była druga w kombinacji i trzecia w gigancie. Ponadto podczas mistrzostw świata juniorów w Narwiku zdobyła brązowy medal w gigancie.
W Pucharze Świata zadebiutowała 8 marca 2018 roku w Szpindlerowym Młynie, gdzie zajęła 22. miejsce w gigancie. Tym samym już w debiucie zdobyła pierwsze pucharowe punkty.

## Osiągnięcia

### Mistrzostwa świata juniorów
| Miejsce | Dzień       | Rok  | Miejscowość  | Konkurencja | Czas biegu | Strata | Zwyciężczyni       |
| ------- | ----------- | ---- | ------------ | ----------- | ---------- | ------ | ------------------ |
| 29.     | 30 stycznia | 2018 | Davos        | Gigant      | 1:39,66    | +5,29  | Julia Scheib       |
| 8.      | 31 stycznia | 2018 | Davos        | Slalom      | 1:46,51    | +3,29  | Meta Hrovat        |
| 2.      | 3 lutego    | 2018 | Davos        | Drużynowo   | -          | -      | Szwajcaria         |
| DNF     | 4 lutego    | 2018 | Davos        | Supergigant | 1:12,22    | -      | Kajsa Vickhoff Lie |
| 7.      | 5 lutego    | 2018 | Davos        | Kombinacja  | 2:03,41    | +2,03  | Aline Danioth      |
| 30.     | 8 lutego    | 2018 | Davos        | Zjazd       | 1:10,10    | +2,59  | Kajsa Vickhoff Lie |
| 3.      | 19 lutego   | 2019 | Val di Fassa | Gigant      | 1:54,99    | +1,16  | Alice Robinson     |
| 11.     | 20 lutego   | 2019 | Val di Fassa | Slalom      | 1:47,70    | +2,33  | Meta Hrovat        |
| 2.      | 24 lutego   | 2019 | Val di Fassa | Kombinacja  | 2:03,77    | +0,50  | Nicole Good        |
| 19.     | 24 lutego   | 2019 | Val di Fassa | Supergigant | 1:14,54    | +2,45  | Hannah Sæthereng   |
| 3.      | 11 marca    | 2020 | Narwik       | Gigant      | 2:04,91    | +0,62  | Sara Rask          |

### Puchar Świata

#### Miejsca w klasyfikacji generalnej
- sezon 2018/2019: 117.
- sezon 2019/2020: 80.
- sezon 2020/2021: 89.
- sezon 2021/2022:

#### Miejsca na podium w zawodach
Norbye nie stanęła na podium zawodów PŚ.